# Unterlehen (Hebertsfelden)
Unterlehen ist ein Ortsteil der Gemeinde Hebertsfelden im niederbayerischen Landkreis Rottal-Inn.

## Geografie
Der Weiler befindet sich nordwestlich von Hebertsfelden nahe dem Fäustlinger Graben und besteht aus einigen bäuerlichen Anwesen.

## Geschichte
Im Jahr 1888 waren in Unterlehen drei Wohngebäude mit 14 Einwohnern verzeichnet.